# .sc
.sc è il dominio di primo livello nazionale assegnato alle Seychelles.
Nel 2002, prima dell'introduzione di .scot, il gestore del dominio .uk Nominet UK ha evidenziato che una delle società nelle Seychelles promuoveva il dominio .sc ad aziende scozzesi.
Nel 2010 SoundCloud ha attivato un servizio di abbreviazione degli URL sul dominio snd.sc.